# Chana masala

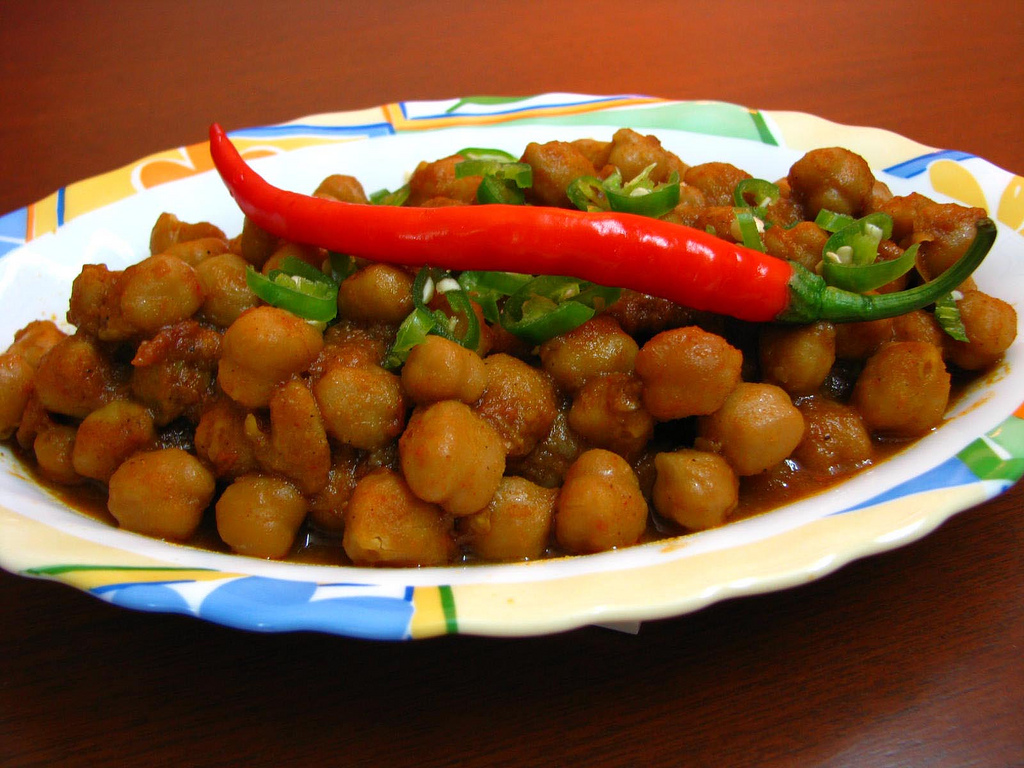
Chana masala em Bombaim.

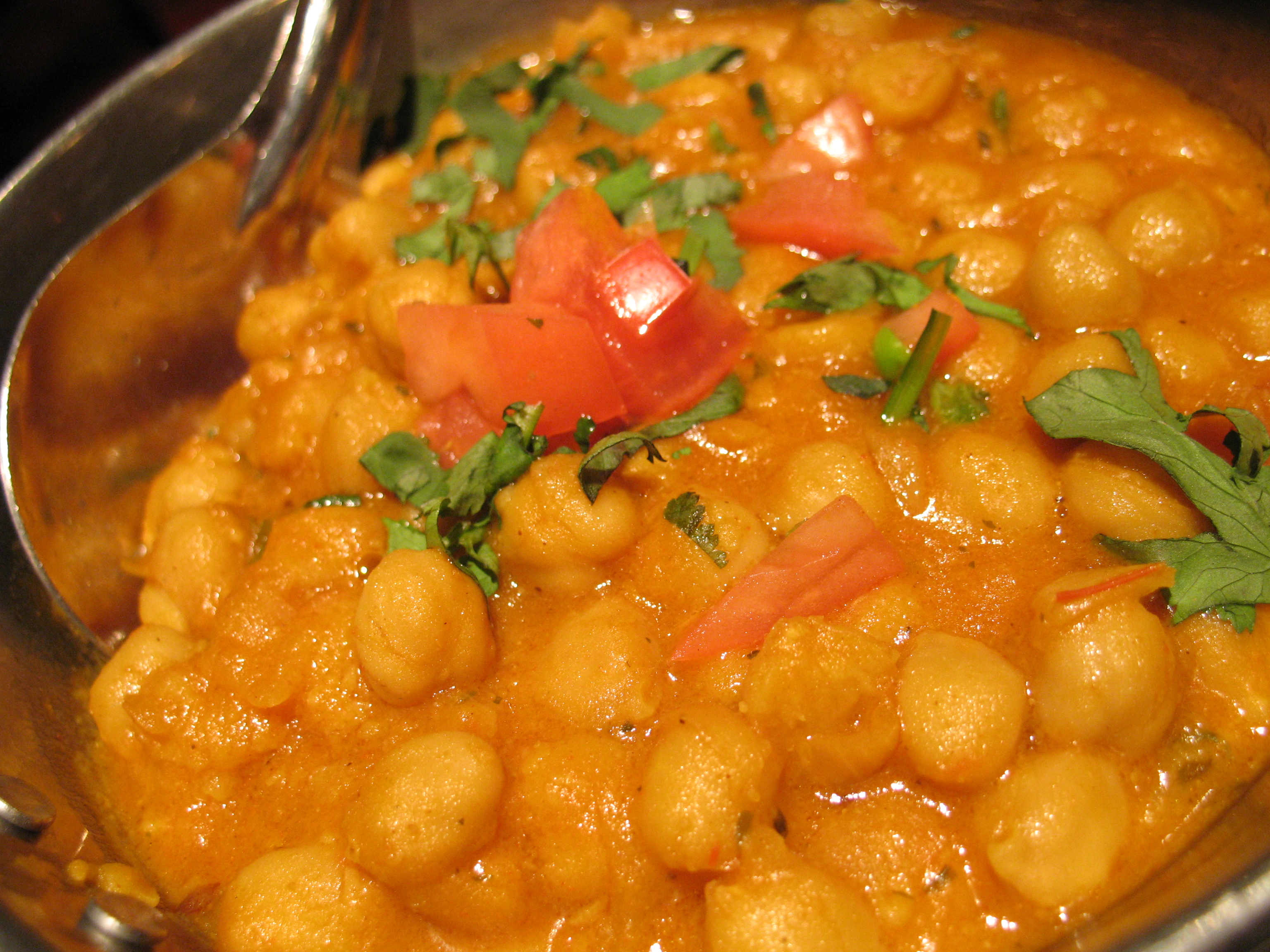
Chana masala.

Chana masala ou chole masala é um prato vegetariano típico das culinárias da Índia e do Paquistão.
O ingrediente principal é o grão-de-bico. Trata-se de um prato relativamente seco e picante, com um sabor ligeiramente cítrico. Pode ser encontrado em vários pontos do sul da Ásia, sendo particularmente popular no norte da Índia e no Paquistão.

## Ingredientes
Para além do grão, os ingredientes incluem cebola, tomate, cúrcuma, semente de coentro, alho, malaguetas, gengibre e garam masala.

## Regiões

### Na Índia
É popular sobretudo na região de Panjabe, no norte da Índia, sendo também muito comum nas regiões de Sind e Guzerate. No Guzerate e no Rajastão, é normalmente preparado como um prato seco, com especiarias picantes.
É frequentemente consumido com pão, podendo ser comprado nas ruas ou encontrado em restaurantes.

### No Paquistão
No Paquistão, existe uma variante denominada aloo chole (grão-de-bico e batatas), que pode ser adquirida nas ruas das maiores cidades paquistanesas, tais como Carachi e Lahore.